# Was-Zepter
Das Was-Zepter ist ein altägyptisches Symbol in Form eines Stabes. Es zeigt am oberen Ende einen stilisierten Tierkopf, ist am unteren Ende gegabelt und besitzt entweder einen geraden oder gewellten Schaft.

## Symbolik
In Darstellungen tritt das Zepter vor allem als Macht- oder Glückszeichen verschiedener Götter und des Königs auf. In der Regel wird es von den Göttern an den König überreicht, auf ptolemäisch-römischen Tempelszenen wird auch eine umgekehrte Darbringung gezeigt. Außerdem erscheint es als häufiges Symbol hinter dem Königsnamen.
Das Was-Zepter ist das Gauzeichen des 4. und 19. oberägyptischen Gaues. Es dient als Bezeichnung für die Gottheiten Waset, Wasetiu, Igai und Iat und besitzt als Kultsymbol eine eigene Vergöttlichung und Personifizierung.
Das Symbol tritt zum ersten Mal auf Denkmälern aus der ägyptischen Frühgeschichte als Götterzepter oder Himmelsstütze auf. Für die Herkunft und ursprüngliche Bedeutung gibt es unterschiedliche Theorien. Zum einen soll es sich von einem Stock zum Antrieb von Eseln herleiten, zum anderen die Stilisierung einer Giraffe oder eines Schlangenhalspanthers darstellen oder ein Gerät zum Fang von Schlangen gewesen sein. Es könnte sich auch um einen Hirtenstab handeln, da in einigen ramessidischen Gräbern Hirten mit Was-förmigen Stöcken gezeigt werden.
Als reales Objekt ist das Zepter in Form von Tempelweihgaben, Grabbeigaben und Amuletten erhalten.